# 音流〜ONRYU〜
音流〜ONRYU〜（おんりゅう）は、テレビ東京で放送していた音楽番組である。

## 概要
- MCは増子直純（怒髪天：2006年4月 - ）、タカハシマイ（Czecho No Republic：2013年4月 - ）。
- 事実上の「音楽的流行」の後番組である。
- 話題のアーティストやテレビ東京系の番組でタイアップをしているアーティストが多く登場している（かつては、"○月生まれの今週の運勢→アーティストのミュージックビデオ"といった流れだった。また、演歌、歌謡曲のアーティストも多数出演していた）。
- 2006年春の番組改編までは、現役女子大生がカクテルを紹介しながら番組をナビゲート。折からのマジックブームに乗って、プロマジシャンYUSHIによるクロースアップマジックコーナーが毎週番組の前半・後半に一回ずつ、計二回あった。
- 番組最初期には、東方神起などのアーティストのプロモーションコーナーがあった。
- 2015年1月9日と16日は、番組収録日に風邪による体調不良で収録に参加できなくなった増子に代わり、怒髪天のドラマー坂詰克彦が番組の舞台となっている「MUSIC PUB」のオーナー役として出演[1]。
- 2017年10月の番組改編に伴い、番組名を「On Ryu」から「ONRYU」に変更。セットも常夏のカフェ風にリニューアル。増子はオーナー、タカハシは店長としてカフェ「ONRYU」を営み、毎週2組のゲストが訪れてトークとライブを繰り広げる設定。新たに荻野可鈴（夢みるアドレセンス）、栗林藍希が店員としてレギュラーに加わった[2]。また、各コーナーも一新し、「カフェONRYU」（スタジオ）でのトーク＆ライブ、田邊駿一（BLUE ENCOUNT）がメインMCを務め、ゲストと共に大衆酒場の名店に赴くロケ企画「酒場サーキット」[3]、その他、最新のMVや音楽情報の発信を盛り込んだプログラムで構成されている。
- 2022年4月23日に「音流」としての最終回を迎えたが、翌週4月30日より内容もほぼそのまま引き継いだ番組「超音波」が放送開始（メインMC：増子直純、酒場サーキットコーナーMC：田邊駿一）[4]。

## 出演者
- 増子直純（怒髪天） - （2006年4月 - ）→後継番組「超音波」に引き続き出演（2022年4月 - ）
- タカハシマイ（Czecho No Republic） - （2013年4月 - 2022年4月）
- 荻野可鈴（夢みるアドレセンス） - （2017年10月 - 2022年4月）
- 栗林藍希 - （2017年10月 - 2022年4月）
- 田邊駿一（BLUE ENCOUNT） - （2018年7月 - ）→後継番組「超音波」に引き続き出演（2022年4月 - ）